# Myiomela
A Myiomela a madarak osztályának verébalakúak (Passeriformes) rendjébe és a légykapófélék (Muscicapidae) családjába tartozó nem.

## Rendszerezés
A nembe az alábbi 3 faj tartozik:
- kék tükrösfarkú (Myiomela leucura), korábban (Cinclidium leucurum)
- kambodzsai tükrösfarkú (Myiomela cambodiana), korábban (Cinclidium cambodianum)
- gyémánt tükrösfarkú (Myiomela diana), korábban (Cinclidium diana)

A jelenleg is idesorolt három fajt korábban a közeli rokon Cinclidium nembe sorolták. Több korábban idesorolt Dél-Indiában őshonos fajt átsoroltak a Sholicola nembe.